# In Search of Sunrise 7: Asia
Az In Search of Sunrise 7: Asia, a holland lemezlovas, Tiësto hetedik lemeze az In Search of Sunrise sorozatból.
Az album 2008. június 10-én jelent meg Hollandiában.
Az album promócióját Észak-Amerikában kezdi 2008 nyarán, összesen 36 show-val.

## Dalok listája

### Első lemez
1. Banyan Tree – Feel The Sun Rise 2:09
2. Andy Duguid featuring Leah – Wasted 4:19
3. King Unique – Yohkoh (King Unique Original Mix) 4:25
4. Motorcitysoul – Space Katzle (Jerome Sydenham Remix) 4:55
5. Three Drives – Feel The Rythmn (Ton TB Dub Mix) 5:53
6. Rachael Starr – To Forever (Moonbeam Remix) 5:09
7. Jerry Ropero featuring Cozi – The Storm (Inpetto Remix) 5:36
8. Kamui – Get Lifted 5:22
9. Cary Brothers – Ride (Tiesto Remix) 5:06
10. Airbase featuring Floria Ambra – Denial 6:03
11. Dokmai – Reason To Believe 6:04
12. Cressida – 6AM (Kyau & Albert Remix) 5:05
13. Allure featuring Christian Burns – Power Of You 6:39
14. Clouded Leopard – Hua-Hin 2:01

### Második lemez
1. Steve Forte Rio featuring JES – Blossom (Lounge Mix) 2:00
2. Zoo Brazil – Crossroads 4:47
3. Beltek – Kenta 5:59
4. Sied van Riel – Rush 5:01
5. Tiesto – Driving To Heaven (Mat Zo Remix) 5:49
6. Carl B. – Just A Thought 6:05
7. Kimito Lopez – Melkweg 6:10
8. JPL – Whenever I May Find Her (Joni Remix) 5:34
9. Estiva vs. Marninx – Casa Grande 5:13
10. Existone – Wounded Soul 6:31
11. Andre Visior & Kay Stone – Something For Your Mind (Giuseppe Ottaviani Remix ) 6:02
12. Hensha – The Curtain 6:58
13. DJ Eremit – Tanz Der Seele (YOMC Remix) 3:49
14. Manilla Rising – Beyond The Stars 1:32

## Külső hivatkozások
- RadioReal – Tiesto: In Search of Sunrise 7 (Asia)[halott link]